# Équipe de Géorgie de futsal FIFA
Maillots
Actualités
L'équipe de Géorgie de futsal est la sélection nationale représentant la Géorgie dans les compétitions internationales de futsal.

## Histoire
Qualifié pour les barrages des éliminatoires de l'Euro 2018, la Géorgie perd 6-9 sur l'ensemble des deux matches face à la Roumanie (4-7 au match retour).
Lors des éliminatoires pour l'Euro 2022, la Géorgie fait notamment match nul en France (4-4) à la Halle Georges-Carpentier à Paris, avant de l'emporter face aux Bleus au retour au Palais Olympique de Tbilissi (3-2),,, ou encore de l'emporter 5-0 contre l'Arménie. Second du groupe 2 derrière la Russie, la Géorgie termine parmi les six meilleurs deuxièmes des huit groupes éliminatoires également directement qualifiés.
Pour son premier match en phase finale de l'Euro de futsal, en janvier 2022 aux Pays-Bas, la Géorgie remonte deux buts pour battre l'Azerbaïdjan (3-2). Le second victoire consécutive contre la Bosnie-Herzégovine, aussi novice à ce niveau, offre la qualification pour les quarts de finale avant le dernier match de poule. La Géorgie est la première équipe débutante à remporter ses deux premiers matches en phase finale depuis l'Azerbaïdjan en 2010.

## Palmarès

### Titres et trophées
Néant

### Parcours dans les compétitions internationales

#### Coupe du monde
| Année     | Position             | J                    | G                    | N                    | P                    | BP                   | BC                   | D                    | Qualifications         |
| --------- | -------------------- | -------------------- | -------------------- | -------------------- | -------------------- | -------------------- | -------------------- | -------------------- | ---------------------- |
| 1989      | Équipe non-existante | Équipe non-existante | Équipe non-existante | Équipe non-existante | Équipe non-existante | Équipe non-existante | Équipe non-existante | Équipe non-existante | Équipe non-existante   |
| 1992      | Équipe non-existante | Équipe non-existante | Équipe non-existante | Équipe non-existante | Équipe non-existante | Équipe non-existante | Équipe non-existante | Équipe non-existante | Équipe non-existante   |
| 1996      | Non qualifié         | Non qualifié         | Non qualifié         | Non qualifié         | Non qualifié         | Non qualifié         | Non qualifié         | Non qualifié         | 6e sur 6               |
| 2000      | Non qualifié         | Non qualifié         | Non qualifié         | Non qualifié         | Non qualifié         | Non qualifié         | Non qualifié         | Non qualifié         | 4e sur 5               |
| 2004      | Non qualifié         | Non qualifié         | Non qualifié         | Non qualifié         | Non qualifié         | Non qualifié         | Non qualifié         | Non qualifié         | 3e sur 4               |
| 2008      | Non qualifié         | Non qualifié         | Non qualifié         | Non qualifié         | Non qualifié         | Non qualifié         | Non qualifié         | Non qualifié         | 1er tour (en)          |
| 2012      | Non qualifié         | Non qualifié         | Non qualifié         | Non qualifié         | Non qualifié         | Non qualifié         | Non qualifié         | Non qualifié         | tour préliminaire (en) |
| 2016      | Non qualifié         | Non qualifié         | Non qualifié         | Non qualifié         | Non qualifié         | Non qualifié         | Non qualifié         | Non qualifié         | tour préliminaire (en) |
| 2020 2021 | Non qualifié         | Non qualifié         | Non qualifié         | Non qualifié         | Non qualifié         | Non qualifié         | Non qualifié         | Non qualifié         | tour principal         |

#### Championnat d'Europe
| Année | Position             | J                    | G                    | N                    | P                    | BP                   | BC                   | D                    | Qualifications         |
| ----- | -------------------- | -------------------- | -------------------- | -------------------- | -------------------- | -------------------- | -------------------- | -------------------- | ---------------------- |
| 1996  | Équipe non-existante | Équipe non-existante | Équipe non-existante | Équipe non-existante | Équipe non-existante | Équipe non-existante | Équipe non-existante | Équipe non-existante | Équipe non-existante   |
| 1999  | Non qualifié         | Non qualifié         | Non qualifié         | Non qualifié         | Non qualifié         | Non qualifié         | Non qualifié         | Non qualifié         | 2e sur 4 (es)          |
| 2001  | Non qualifié         | Non qualifié         | Non qualifié         | Non qualifié         | Non qualifié         | Non qualifié         | Non qualifié         | Non qualifié         | 3e sur 3 (es)          |
| 2003  | Non qualifié         | Non qualifié         | Non qualifié         | Non qualifié         | Non qualifié         | Non qualifié         | Non qualifié         | Non qualifié         | 4e sur 4 (es)          |
| 2005  | Non qualifié         | Non qualifié         | Non qualifié         | Non qualifié         | Non qualifié         | Non qualifié         | Non qualifié         | Non qualifié         | 4e sur 4 (de)          |
| 2007  | Non qualifié         | Non qualifié         | Non qualifié         | Non qualifié         | Non qualifié         | Non qualifié         | Non qualifié         | Non qualifié         | tour préliminaire (it) |
| 2010  | Non qualifié         | Non qualifié         | Non qualifié         | Non qualifié         | Non qualifié         | Non qualifié         | Non qualifié         | Non qualifié         | tour principal (en)    |
| 2012  | Non qualifié         | Non qualifié         | Non qualifié         | Non qualifié         | Non qualifié         | Non qualifié         | Non qualifié         | Non qualifié         | tour préliminaire (en) |
| 2014  | Non qualifié         | Non qualifié         | Non qualifié         | Non qualifié         | Non qualifié         | Non qualifié         | Non qualifié         | Non qualifié         | tour principal (en)    |
| 2016  | Non qualifié         | Non qualifié         | Non qualifié         | Non qualifié         | Non qualifié         | Non qualifié         | Non qualifié         | Non qualifié         | tour principal (en)    |
| 2018  | Non qualifié         | Non qualifié         | Non qualifié         | Non qualifié         | Non qualifié         | Non qualifié         | Non qualifié         | Non qualifié         | barrage (en)           |
| 2022  | quart de finale      | quart de finale      | quart de finale      | quart de finale      | quart de finale      | quart de finale      | quart de finale      | quart de finale      | 2e sur 4               |

## Personnalités

### Joueurs notables
Rodrigo Fumaça est brésilien naturalisé géorgien. Il devient dont le pivot de la sélection de Géorgie. Son coéquipier à Mouvaux et adversaire en équipe nationale Kevin Ramirez développe début 2021 : « Les naturalisations sont autorisées dans le futsal. Et Rodrigo en profite, tout comme les sept autres Brésiliens de cette équipe ».